# Cyrtandra poiensis
Cyrtandra poiensis är en tvåhjärtbladig växtart som beskrevs av Brian Laurence Burtt. Cyrtandra poiensis ingår i släktet Cyrtandra och familjen Gesneriaceae. Inga underarter finns listade i Catalogue of Life.